# Dobrota, Prahova
Dobrota este un sat în comuna Gornet-Cricov din județul Prahova, Muntenia, România.